# Th. Emil Homerin
Thomas Emil Homerin (Pekin, Illinois, 1955) es un erudito de temas religiosos estadounidense. Actualmente es Profesor de Religión en el Departamento de Religión y Clásicos de la Universidad de Rochester, donde imparte cursos sobre el Islam, la literatura árabe clásica, el misticismo y sobre el Cementerio Mount Hope en Rochester.

## Biografía
Thomas Emil Homerin, que generalmente abrevia su primer nombre como "Th". en las publicación, es hijo de Floyd y Miriam Homerin, y hermano de John A. Homerin. Mientras crecía en Pekin, Illinois, Homerin asistió a Douglas Elementary School, Washington Junior High School y Pekin Community High School. Se graduó de la Universidad de Illinois en Urbana-Champaign (BA en 1977, MA en 1978) y completó su Ph.D. con honores en la Universidad de Chicago (1987). Homerin se casó con Nora Walter en 1977, y tienen dos hijos, Luke (nacido en 1987) y Elias (nacido en 1991). 

### Carrera
Especialista en literatura árabe e Islam, Homerin ha vivido y trabajado en Egipto durante varios años. Entre sus muchas publicaciones se encuentran The Wine of Love & Life: Ibn al-Fârid's al-Khamrîyah and al-Qaysarî’s Quest for Meaning (Chicago, 2005), From Arab Poet to Muslim Saint (Segunda edición, Cairo: American University Press, 2001) y su antología de traducciones, Ibn al-Fârid: Sufi Verse & Saintly Life (Nueva York, 2001) publicado como parte de la serie Paulist Press Classics in Western Spirituality. El último de estos libros presenta una pintura de portada realizada por su compañero anterior de Pekin Mark Staff Brandl. Homerin también escribió varios capítulos sobre el islam en Los fundamentos religiosos de la civilización occidental (Abingdon Press, 2006), editado por Jacob Neusner. 
La muerte y el más allá han sido los focos principales del trabajo de Homerin, y ha realizado trabajos de campo en el cementerio al-Qarafah de El Cairo. Esto inició su interés en las costumbres y prácticas funerarias estadounidenses que evolucionaron en su curso Speaking Stones en el Cementerio Mount Hope en Rochester, Nueva York. Este curso examina los rituales y prácticas funerarias occidentales, con un enfoque particular en los cementerios en los Estados Unidos, y cómo la iconografía y la epigrafía de las tumbas y los monumentos funerarios forjan conexiones simbólicas entre los vivos y los muertos. Homerin y sus estudiantes han publicado los resultados de su investigación en Epitaph, el boletín informativo de Friends of Mt. Hope Cemetery.

## Reconocimiento
Homerin ha recibido becas de la Fundación Giles Whiting, la Fundación Fulbright, el Centro de Investigación Estadounidense en Egipto y el Fondo Nacional para las Humanidades. También recibió varios premios, entre ellos el Premio de la Asociación Estadounidense de Profesores de Traducción Árabe, el reconocimiento de la Golden Honor International Honor Society por sus contribuciones a la educación universitaria, el Premio G. Granyon y Jane W. Curtis a la Excelencia en la Enseñanza, el Premio al Maestro del Año de la Universidad de Rochester, y el Premio Georgen por Logro Distinguido y Arte en Educación de Pregrado.